# Hutka (Białoruś)
Hutka (biał. Гутка; ros. Гутка) – wieś na Białorusi, w obwodzie brzeskim, w rejonie iwacewickim, w sielsowiecie Rzeczki.
W dwudziestoleciu międzywojennym leżała w Polsce, w województwie poleskim, w powiecie kosowskim/iwacewickim, w gminie Telechany. Po II wojnie światowej w granicach Związku Sowieckiego. Od 1991 w niepodległej Białorusi.